# A Z rohamosztag
A Z rohamosztag (eredeti cím: Attack Force Z)  1982-ben bemutatott ausztrál háborús film, melyet Tim Burstall rendezett. A film érdekessége, hogy az amerikai nézők számára akkor még ismeretlen Mel Gibson és Sam Neill a főszereplők.
A film megtörtént események alapján készült, története a második világháború vége felé játszódik egy kínaiak által lakott kis szigeten. Első ízben a Cannes-i fesztiválon mutatták be, 1981. május 18-án.

## Cselekmény
|  | Alább a cselekmény részletei következnek! |

1945. január 10., Sembaleng-szoros (a Csendes-óceán délnyugati része)
Öt ember száll be két kajakba egy tengeralattjáróról teljes csendben. Feladatuk egy közeli szigeten lezuhant repülőgép utasának kimentése az ellenséges japán erők által megszállt területről. Vezetőjük Paul Kelly, egy tapasztalatlan parancsnok. A csapat eléri a sziget partját, aminek közelében a sziklák között elrejtik a kajakokat. Váratlanul géppuskatűzbe kerülnek, egyiküket eltalálják. A géppuskafészket hamar kiiktatják, de bár Ted King csak a térdén sérült meg és akár 48 órát is kibírna ebben az állapotban, nem kockáztatják meg, hogy életben hagyják és esetleg a japánok kivallathassák. Kelly parancsot ad King megölésére, amit Dan Costello hajt végre.
A négy megmaradt férfi egy rizstermesztő férfival találkozik, akitől megtudják, hogy a repülőgép hol zuhanhatott le. Azonban a farmert is megölik.
Egy kínaiak által lakott házhoz érnek, ahol csak egy fiatal lány és még fiatalabb rokonai vannak. Szerencsére a lány beszél angolul, mert az amerikai iskolában tanult. Nemsokára megérkezik apja, Lin, majd japán katonák érkeznek, akiket közös erővel megölnek. A lány apja tőrt és harcművészeti tudását használva harcol. Elmondja nekik, hogy tudja, hol zuhant le a repülőgép és ajánlkozik, hogy elvezeti őket odáig. A csapat egy buddhista templomhoz ér, ahová megint csak japán katonák érkeznek, ezúttal azért, hogy a kútból vizet vegyenek fel. A kommandósok rajtuk ütnek. Egyikük elmenekül, őutána Jan Veitch indul, és nem sokkal később megöli. Jan Veitch visszatér Lin házához, ahol a legnagyobb fiú elrejti egy tyúkól alatt kiképzett rejtekhelyen, ahol korábban már holland katonákat rejtegettek. A japánok ugyanis visszatérnek ide, és parancsnokuk Chien Huát úgy vallatja apja holléte felől, hogy a bal kezét a tűzhely fölött lévő forró olajba merítik. A lány azonban nem mond semmit. A legnagyobb fiú, Shaw Hu azonban azt mondja, ő tudja, hova mentek a katonák és egy tengerparti helyet nevez meg (ez azonban félrevezető információ). A japánok ezek után elmennek, csak két őrt hagynak hátra, akiket Jan Veitch lelő.
A repülőgép közelében a csapat mozgást vesz észre, és a repülőgép roncsai felrobbannak. Lintől megtudják, hogy a falusiak robbantották fel a roncsokat, hogy a japánok ne keressék, a benne talált, életben lévő két utast pedig kimentették. Az információ meglepi Kellyt, aki egy utasra számított.
Eközben Veitch Chien Hua segítségével eljut ahhoz a házhoz, ahol a kimentett utasokat rejtegetik. Itt kiderül, hogy egyikük Imogucsi, egy japán kormánytisztviselő, a másik egy amerikai. Imogucsi segítségével a háború hamarabb véget érhet, ezért volt fontos a kimentése. Személyéről csak Kellynek volt tudomása. Veitch elmondja, hogy nem vállalta volna a küldetést, ha tudja, hogy egy japánt kell kimenteniük. Kellynek meg kell győznie csapatát, hogy hajtsák végre a feladatot, és a kínaiakkal is beszél, akik a házban tanácskozást tartanak arról, hogy felvegyék-e a harcot a japánok ellen, vagy egyszerűen térjenek vissza a saját házukba. Kelly elmondja nekik, hogy már nem lehetnek semlegesek, választaniuk kell, hogy a két harcoló fél közül melyiket támogatják. Végül a kínaiak mellettük döntenek és puskákkal felveszik a harcot a japánok ellen. Végül azonban a japánok túlerőben vannak és mindenkit megölnek (csak Chien Hua marad életben – ő és Veitch megszerették egymást). Veitch a kínaiakkal együtt harcol, és itt hal meg, Costello a tengerparton hal meg egy géppuskafészek miatt.
Végső soron csak Kelly marad életben, neki sikerül egy kínai hajóra tennie a japán utast, aki még a gép lezuhanásakor megsebesült, ezért idáig a kínaiak egy hordágyon cipelték. Azonban egy eltévedt golyó vele is végzett valamikor útközben.
|  | Itt a vége a cselekmény részletezésének! |

## Szereplők
| Karakter               | Színész          | Magyar hang (1. változat) | Magyar hang (2. változat) |
| ---------------------- | ---------------- | ------------------------- | ------------------------- |
| J.A. Veitch hadnagy    | John Phillip Law | Szabó Sipos Barnabás      | Széles László             |
| P.G. Kelly százados    | Mel Gibson       | Kassai Károly             | Selmeczi Roland           |
| D.J. Costello őrmester | Sam Neill        | Jakab Csaba               | Laklóth Aladár            |
| A.D. Bird rádiós       | Chris Haywood    |                           | Rosta Sándor              |
| Ted King alhadnagy     | John Waters      |                           | Juhász György             |
| Chien Hua              | Sylvia Chang     |                           | Götz Anna                 |

## A film készítése
A filmben megjelenő osztag valóban létezett (és ma is létezik Special Air Service Squadron néven). Az osztag tagjai között voltak ausztrálok, britek és új-zélandiak. Feladatuk a Japán Birodalom ellen felderítő- és szabotázsakciók végrehajtása volt.
Az eredeti rendező, Phillip Noyce helyett Tim Burstallra bízták a rendezést, nem sokkal a forgatás megkezdése előtt, kreatív problémák miatt.
A filmet Tajvanon forgatták.

## Bemutató
A film DVD-n 2007. április 17-én jelent meg.

## Fogadtatás

### Bevételi adatok
A Z rohamosztag bevétele 88 000 amerikai dollár volt Ausztráliában, ami 2009-es árfolyamon 256 080 dollárnak felel meg.

### Kritikai visszhang
A filmet a kritikusok elítélően fogadták, és csak a Mel Gibson-rajongóknak ajánlják, vagy azoknak, akik minden háborús filmet megnéznek.

## Fordítás
Ez a szócikk részben vagy egészben  az   Attack Force Z című angol Wikipédia-szócikk fordításán alapul.  Az eredeti cikk szerkesztőit annak laptörténete sorolja fel. Ez a jelzés csupán a megfogalmazás eredetét és a szerzői jogokat jelzi, nem szolgál a cikkben szereplő információk forrásmegjelöléseként.